# Eine Handvoll Datas
Eine Handvoll Datas (Originaltitel: A Fistful of Datas) ist die achte Folge der sechsten Staffel der US-amerikanischen Science-Fiction-Fernsehserie Raumschiff Enterprise – Das nächste Jahrhundert. Sie wurde in den Vereinigten Staaten über Syndication vermarktet und erstmals am 7. November 1992 auf verschiedenen Fernsehsendern ausgestrahlt. In Deutschland war sie zum ersten Mal am 27. Mai 1994 in einer synchronisierten Fassung auf Sat.1 zu sehen.

## Handlung
Im Jahr 2369 bei Sternzeit 46271.5 soll sich die Enterprise im Orbit von Deinonychus VII mit dem Versorgungsschiff Biko treffen, doch das verspätet sich um zwei Tage. Die Besatzung hat dadurch unverhofft zusätzliche Freizeit. Der zweite Offizier, der Android Data, und Chefingenieur La Forge wollen sie für ein Experiment nutzen. Sie wollen eine Schnittstelle zwischen Datas Gehirn und dem Schiffscomputer entwickeln, wodurch Data im Falle eines kompletten Systemausfalls als Backup dienen könnte. Schiffsärztin Beverly Crusher möchte ein Theaterstück aufführen und schlägt Captain Picard vor, eine kleine Rolle zu übernehmen. Auch Sicherheitschef Worf tritt mit einigen Bitten an Picard heran, die aber eher den Eindruck machen, als wolle er um jeden Preis Freizeitaktivitäten vermeiden. Picard befiehlt ihm daher, sich zu entspannen. Dies freut Worfs Sohn Alexander, denn jetzt kann er endlich zusammen mit seinem Vater ein Abenteuer auf dem Holodeck erleben.
Die beiden laden eine Western-Geschichte. Sie befinden sich in der Stadt Deadwood, Worf ist hier der Sheriff und Alexander sein Hilfssheriff. Es kommt zur Konfrontation mit dem Verbrecher Eli Hollander. Der sitzt im Saloon und schießt auf sein eigenes Fahndungsplakat. Worf geht auf ihn zu und schlägt ihn bewusstlos. Alexander kommt das zu einfach vor. Er erhöht den Schwierigkeitsgrad des Programms und lässt die Situation noch einmal von vorn beginnen. Dieses Mal stellt sich Hollander geschickter an und bekommt zudem Unterstützung von seinen Kumpanen. Worf gerät in Bedrängnis, doch er bekommt unerwartet Hilfe von einem Fremden, der den Saloon betritt. Der Fremde wird gespielt von Schiffsberaterin Deanna Troi, die von Alexander eingeladen wurde, an der Geschichte teilzunehmen. Gemeinsam überwältigen sie Hollander und stecken ihn ins Gefängnis.
Währenddessen führen Data und La Forge ihr Experiment durch. Zunächst verläuft alles vielversprechend, doch plötzlich gibt es einen unerwarteten Stromstoß. Er scheint ohne Folgen zu bleiben, doch Data trennt vorsichtshalber die Verbindung zum Computer.
Auf dem Holodeck zeigt sich Hollander zuversichtlich, dass ihn sein „alter Herr“ schon bald aus dem Gefängnis holen wird. Worf schlägt Troi vor, Hilfssheriff auf Zeit zu werden. Sie möchte „Durango“ genannt werden und stimmt zu, wenn die Bezahlung stimmt. Worf schickt Alexander zur Bank, um etwas Geld abzuheben. Kurz darauf erhält Worf Besuch von Miss Annie, der Besitzerin des Saloons, die sich für seinen heldenhaften Einsatz bedanken und ihn zum Abendessen einladen möchte. Worf schlägt das Angebot höflich aus, was Miss Annie sehr verstimmt.
Auf der Enterprise kommt es auf einmal zu verschiedenen Fehlfunktionen. Picard bekommt anstelle eines von ihm gewünschten Musikstücks eines zu hören, mit dem sich Data gerade beschäftigt hatte. Der Text von Dr. Crushers Theaterstück wird durch ein Gedicht von Data ersetzt. Data selbst zeigt ungewöhnliche Verhaltens- und Ausdrucksweisen, die aus einem Western zu stammen scheinen.
Auf dem Holodeck wird Alexander auf dem Weg zur Bank entführt. Er wundert sich darüber, denn dies ist in der Geschichte eigentlich nicht vorgesehen. Bei seinem Entführer handelt es sich um Frank Hollander, Elis Vater. Zu Alexanders Überraschung sieht er aus wie Data. Im Saloon trifft Frank Hollander auf Worf. Worf hält ihn zunächst für Data und merkt erst nach einer Weile, dass er nicht seinen Kollegen vor sich hat. Hollander offenbart, dass er Alexander hat und ihn gegen Eli eintauschen will. Worf lehnt es ab, mit Verbrechern zu verhandeln, und kann sich mit knapper Not in sein Büro flüchten. Er und Troi stellen fest, dass sich das Holodeck-Programm nicht abschalten lässt und kein Kontakt zum Rest der Besatzung möglich ist. Sie beschließen, die Geschichte bis zu ihrem vorgesehenen Ende durchzuspielen, dann sollte sich das Programm automatisch beenden. Als sie nach Eli sehen, stellen sie fest, dass er mittlerweile auch aussieht wie Data und auch über Datas Fähigkeiten z. B. beim Karten mischen verfügt.
Data und La Forge haben inzwischen die Ursache für die Fehlfunktionen gefunden: Bei ihrem Experiment wurden versehentlich einige Subroutinen des Schiffscomputers durch Daten aus Datas Speicher überschrieben und Teile von Datas Speicher wurden durch Daten aus Alexanders Holodeck-Programm ersetzt. Beides lässt sich wieder beheben, doch sie schätzen, dass es ein bis zwei Stunden dauern wird.
Frank Hollander sucht das Büro des Sheriffs auf, um nach seinem Sohn zu sehen. Hollander bietet Worf noch einmal einen Gefangenenaustausch an und der nimmt schließlich an. Er soll in zwei Stunden stattfinden und Hollander besteht darauf, dass Worf alleine kommt. Da Troi sich gut mit Westerngeschichten auskennt, weiß sie, dass Verbrecher niemals ihr Wort halten. Sie entwickeln daher einen Plan, um Hollander zu überlisten. Aus ihren Kommunikatoren und einigen Bauteilen, die ihnen Miss Annie besorgt, bauen sie ein Gerät, das für einige Sekunden ein Kraftfeld um Worf errichten kann und ihn so vor Kugeln schützt. Worf macht sich mit Eli auf zum vereinbarten Treffpunkt. Dort erwartet ihn Frank Hollander, scheinbar nur in Begleitung von Alexander. Als die Gefangenen ausgetauscht werden, kommen Hollanders Kumpane, die ebenfalls wie Data aussehen, aus ihren Verstecken. Doch auch Troi ist Worf heimlich gefolgt. Hollanders Kugeln prallen an Worfs Kraftfeld ab und Troi schaltet seine Kumpane aus. Er verjagt die Verbrecher aus der Stadt und nimmt an, dass die Geschichte damit vorbei sein müsste. Das Programm läuft jedoch weiter. Im Saloon wartet Miss Annie, die inzwischen auch aussieht wie Data, auf Worf. Sie gesteht ihm, dass er ihr Herz erobert hat, und schmiegt sich an ihn. Damit ist die Geschichte wirklich zu Ende und Worf, Troi und Alexander können das Holodeck verlassen. Alle Fehlfunktionen werden behoben und die Enterprise fliegt in den Sonnenuntergang.

## Verbindungen zu anderen Star-Trek-Produktionen
Eine Handvoll Datas enthält Verweise auf mehrere frühere Folgen der Serie:
- In den Szenen in Picards Quartier sind einige Gegenstände prominent in Szene gesetzt, die in früheren Folgen eine wichtige Bedeutung für ihn hatten, nämlich eine Tapisserie aus Folge 3.04 (Der Gott der Mintakaner) und die ressikanische Flöte aus Folge 5.25 (Das zweite Leben)
- Datas Gedicht Ode an Spot kam bereits in Folge 6.05 (In den Subraum entführt) vor.

## Produktion

### Drehbuch
Dies war Robert Hewitt Wolfes erste Drehbucharbeit im Star-Trek-Franchise. Er war später noch an 37 Drehbüchern für die Serie Star Trek: Deep Space Nine beteiligt.
Wolfes Entwurf wurde von Brannon Braga zu einem fertigen Drehbuch ausgearbeitet. Braga war zu dieser Zeit mit dem Western-Genre wenig vertraut und sah sich zur Vorbereitung mehrere Filme an.
Sowohl der englische Originaltitel als auch die deutsche Übersetzung sind Anspielungen auf den bekannten Italowestern Für eine Handvoll Dollar (englisch: A Fistful of Dollars) von Sergio Leone. Der Arbeitstitel der Folge lautete The Good, the Bad and the Klingon, eine Anspielung auf einen weiteren Western Leones, nämlich Zwei glorreiche Halunken (englisch: The Good, the Bad and the Ugly).
Die Handlung und die Figuren des Holodeck-Programms sind von den Westernfilmen Rio Bravo und Mein großer Freund Shane inspiriert.
In Wolfes ursprünglichem Entwurf war das Holodeck-Programm als ein Versuch von Alexander gedacht, Worf und Deanna Troi zu verkuppeln. Diese Idee wurde jedoch fallengelassen. Jeri Taylor befürchtete, die Beziehung zwischen Worf und Alexander könnte dadurch zu sehr an eine Seifenoper oder eine Sitcom erinnern.

### Darsteller
Joy Garrett hatte in Eine Handvoll Datas als Miss Annie einen ihrer letzten Auftritte in einer Fernsehproduktion. Sie starb drei Monate nach der Erstausstrahlung im Alter von 47 Jahren an Leberversagen.

### Maske und Kostüme
Dies ist eine von nur drei Folgen der Serie Raumschiff Enterprise – Das nächste Jahrhundert, in denen Geordi La Forge (LeVar Burton) mit Bart zu sehen ist. Burton trug erstmals in Folge 5.17 (Verbotene Liebe) auf eigenen Wunsch einen Bart. Dem Produktionsteam gefiel die Figur La Forge allerdings glattrasiert besser. Da Burton bei seiner bevorstehenden Hochzeit unbedingt einen Bart tragen wollte, wurde ihm bei der Produktion der beiden Folgen 6.08 und 6.09 (Eine Handvoll Datas und Datas Hypothese) gestattet, La Forge noch einmal bärtig darzustellen. Er war danach erst wieder in zwei Spielfilmen und der Serie Star Trek: Picard mit Bart zu sehen.

### Drehorte und Kulissen
Eine Handvoll Datas ist eine von nur vier Folgen der Serie, in denen keine Szene auf der Brücke der Enterprise spielt.
Der Probenraum für Dr. Crushers Theaterstück ist das umgestaltete Set der Beobachtungslounge.
Als Drehort für Deadwood diente die Westernstadt auf dem Studiogelände der Universal Studios.

### Modelle und Effekte
Für die Darstellung der Biko wurde eine Aufnahme aus Folge 4.21 (Das Standgericht) wiederverwendet, die ein baugleiches Schiff namens Cochrane zeigt. Für diese wiederum wurde das Modell der USS Grissom aus dem Spielfilm Star Trek III: Auf der Suche nach Mr. Spock wiederverwendet.

## Rezeption
Die Folge wurde 1993 mit einem Primetime Emmy Award in der Kategorie „Beste Einzelleistung in der Tonmischung für eine Dramaserie“ ausgezeichnet.
Scott Thill bewertete Eine Handvoll Datas 2012 auf wired.com als eine der besten Folgen von Raumschiff Enterprise – Das nächste Jahrhundert.
Keith DeCandido bewertete Eine Handvoll Datas 2012 auf tor.com als eine durchschnittliche Folge von Raumschiff Enterprise – Das nächste Jahrhundert. Die Handlung der Holodeck-Geschichte fand er recht dumm. Sie greift seiner Meinung nach viele Western-Klischees auf, behandelt sie aber nur oberflächlich. Er kritisierte weiterhin, dass die humoristischen Elemente innerhalb der Holodeck-Geschichte deutlich schlechter funktionieren als die in den Szenen außerhalb des Holodecks.
Michael Weyer führte Eine Handvoll Datas 2019 auf cbr.com in einer Liste der 20 besten Holodeck-Folgen im Star-Trek-Franchise auf Platz 13.
Kayleena Pierce-Bohen führte Eine Handvoll Datas 2019 auf screenrant.com in einer Liste der zehn lustigsten Folgen von Raumschiff Enterprise – Das nächste Jahrhundert auf Platz 10.
Kevin Wong zählte Eine Handvoll Datas 2020 auf der Website gamespot.com zu den elf absonderlichsten Momenten von Raumschiff Enterprise – Das nächste Jahrhundert.